# Paul Anselin
Pour les articles homonymes, voir Anselin.
Paul Anselin est un homme politique français, né à Arcachon (Gironde) le 28 août 1931 et mort le 8 mars 2023 à Ploërmel (Morbihan). Il est maire de Ploërmel (Morbihan) de 1977 à 2008.

## Biographie
Paul Anselin est né à Arcachon le 28 août 1931, son père est sabotier et sa mère couturière. Il adhère au RPF dès 1947, âgé de seulement 16 ans et devient responsable des jeunes gaullistes de Paris. Il étudie à la Faculté de droit de Paris et pendant ses études, il est membre de l'Association corporative des étudiants en droit, affiliée à l'UNEF. Il rejoint ensuite Saint-Cyr au début des années 50 et poursuit une carrière militaire.
Il fait la guerre d’Algérie comme officier parachutiste et y rencontre Jacques Chirac qui lui a sauvé la vie en brisant, avec son commando, l'embuscade dont était victime son détachement. D'abord partisan du général de Gaulle, il rompt avec le gaullisme en raison du sort des harkis et quitte l'armée après le putsch des généraux en 1962. Il revient dans l'orbite du gaullisme après 1969 et intègre alors plusieurs cabinets ministériels. En 1974, il est nommé sous-préfet à Épinal.
Il est élu maire de Ploërmel en 1977, et constamment réélu jusqu’au 16 mars 2008, où il est battu par Béatrice Le Marre (PS). Il est conseiller général du Morbihan. Il est aussi conseiller régional de Bretagne jusqu'au 21 mars 2010, vice-président de la région et président de la communauté de communes de Ploërmel.

### Gestion municipale  et polémiques
Paul Anselin exerce ses fonctions municipales avec une autorité assumée : cela lui vaut diverses polémiques avec ses adversaires locaux, qui vont jusqu'à le surnommer « Pol Pot ».
En 2006, Ploërmel est la ville qui connaît la deuxième plus forte hausse des taxes foncières (+ 36,2 %) et d’habitation (+ 12,1 %) pour la région.
En 2006, il fait élever à Ploërmel le monument de Jean-Paul II de plus de 7 mètres de haut, offert par son ami Zourab Tsereteli, ex-sculpteur officiel soviétique, sur un espace public et sur fonds publics (coût du transport, du socle et inauguration de la statue), en hommage  au « tombeur du communisme ». Il est inauguré le 10 décembre 2006, malgré l'opposition d'un collectif des "libres-penseurs" qui dénonce l'utilisation des deniers publics pour le transport et l'installation du monument sur un terrain public. Ce collectif demande l'application de la loi sur la laïcité du 9 décembre 1905 : « Il est interdit à l'avenir, d'élever ou d'apposer aucun signe ou emblème religieux sur les monuments publics ou quelque emplacement public que ce soit ». En 2018, à la suite d'une décision du Conseil d'État, le monument est déplacé sur un terrain privé .
En mars 2008, il est battu aux élections municipales. Il est réélu conseiller municipal à 82 ans, lors des élections municipales de mars 2014, sa liste est deuxième au premier tour (il devance même la liste de la maire sortante PS Béatrice Le Marre) et troisième au second tour.

## Condamnations
Il est mis en examen en 2002 dans l’affaire des ventes d'armes à l'Angola, et condamné en 2009 à 15 mois de prison avec sursis et 30 000 € d'amende. La guerre civile angolaise (1975-2002) a été l’un des conflits les plus longs et les plus dévastateurs d’Afrique, avec d’énormes coûts humains et sociétaux.

## Mandats électoraux
- Maire de Ploërmel de 1977 à 2008.
- Conseiller régional de Bretagne de 1998 à 2010.
- Conseiller général du canton de Ploërmel de 1985 à 1998.

## Ouvrage
- Francisco Miranda, le héros sacrifié, éditions Jean Picollec, 2018, 480 p.